# Ceracis particularis
Ceracis particularis es una especie de coleóptero de la familia Ciidae.

## Distribución geográfica
Habita en Guadalupe (Francia).